# Epiechinus
Epiechinus är ett släkte av skalbaggar. Epiechinus ingår i familjen stumpbaggar.

## Dottertaxa tillEpiechinus, i alfabetisk ordning[1]
- Epiechinus arboreus
- Epiechinus bipartitus
- Epiechinus cavisternus
- Epiechinus clementi
- Epiechinus commersoni
- Epiechinus costatus
- Epiechinus costipennis
- Epiechinus desbordesi
- Epiechinus fulvosetosus
- Epiechinus hispidus
- Epiechinus hova
- Epiechinus kuntzeni
- Epiechinus laceratus
- Epiechinus lagunae
- Epiechinus malayicus
- Epiechinus marseuli
- Epiechinus notogaeus
- Epiechinus novemcostatus
- Epiechinus perrieri
- Epiechinus planisternus
- Epiechinus pseudopumilus
- Epiechinus pumilus
- Epiechinus punctisternus
- Epiechinus rappi
- Epiechinus resimus
- Epiechinus sculptus
- Epiechinus seriepunctatus
- Epiechinus sulcisternus
- Epiechinus taprobanae
- Epiechinus therondi
- Epiechinus tuberculisternus